# Burden of Proof
Burden of Proof je třetí studiové album britské skupiny Soft Machine Legacy, vydané v březnu 2013 u vydavatelství Moonjune Music. Nahráno bylo v srpnu předchozího roku ve studiu Synergy Studio v Itálii a mixing a mastering proběhl od prosince 2012 do ledna 2013 ve studiu The Blue Room v Londýně. Jde o první studiové album této skupiny od roku 2007, kdy vyšlo Steam. Jde zároveň o její první album, na kterém hraje baskytarista Roy Babbington, jež nahradil zesnulého Hugha Hoppera.

## Seznam skladeb
| Pořadí         | Název                     | Autor                                   | Délka |
| -------------- | ------------------------- | --------------------------------------- | ----- |
| 1.             | Burden of Proof           | John Etheridge                          | 5:51  |
| 2.             | Voyage Beyond Seven       | Theo Travis                             | 4:53  |
| 3.             | Kitto                     | Etheridge                               | 1:50  |
| 4.             | Pie Chart                 | Etheridge                               | 5:07  |
| 5.             | JSP                       | John Marshall                           | 1:03  |
| 6.             | Kings & Queens            | Hugh Hopper                             | 6:46  |
| 7.             | Fallout                   | Travis                                  | 6:59  |
| 8.             | Going Somewhere Canorous? | Roy Babbington, Marshall                | 1:13  |
| 9.             | Black and Crimson         | Travis                                  | 5:05  |
| 10.            | The Brief                 | Marshall, Travis                        | 2:27  |
| 11.            | Pump Room                 | Etheridge                               | 5:19  |
| 12.            | Green Cubes               | Babbington, Etheridge, Marshall, Travis | 5:33  |
| 13.            | The Landed on a Hill      | Etheridge, Travis                       | 3:03  |
| Celková délka: | Celková délka:            | Celková délka:                          | 55:15 |

## Obsazení
- Theo Travis – tenorsaxofon, flétna, elektrické piano
- John Etheridge – elektrická kytara
- John Marshall – bicí, perkuse
- Roy Babbington – baskytara